# Drewlanie

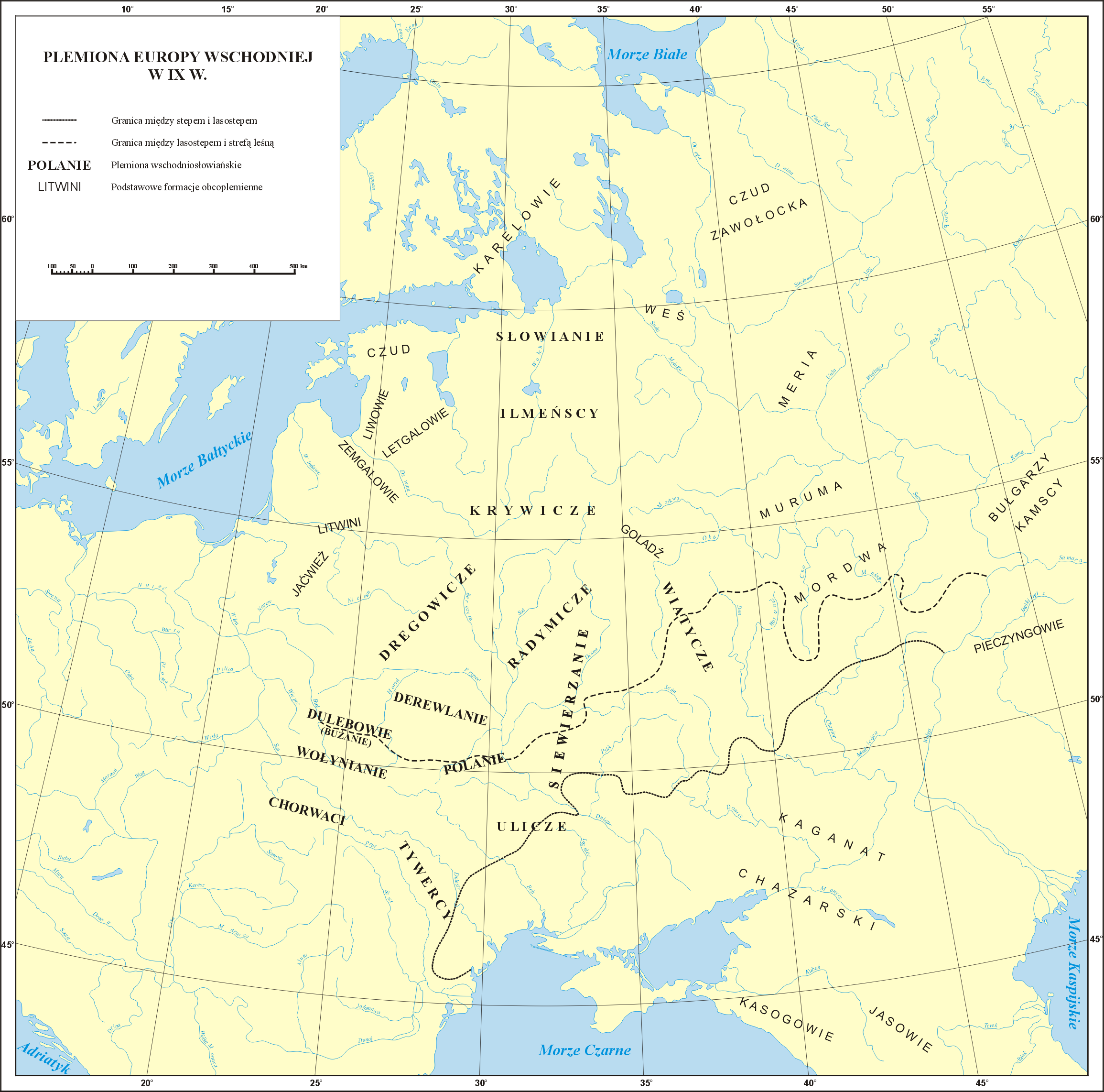
Plemiona Słowiańskie w VIII-X w. w świetle informacji Powieści dorocznej (na podstawie opracowania prof. Wojciecha Szymańskiego)

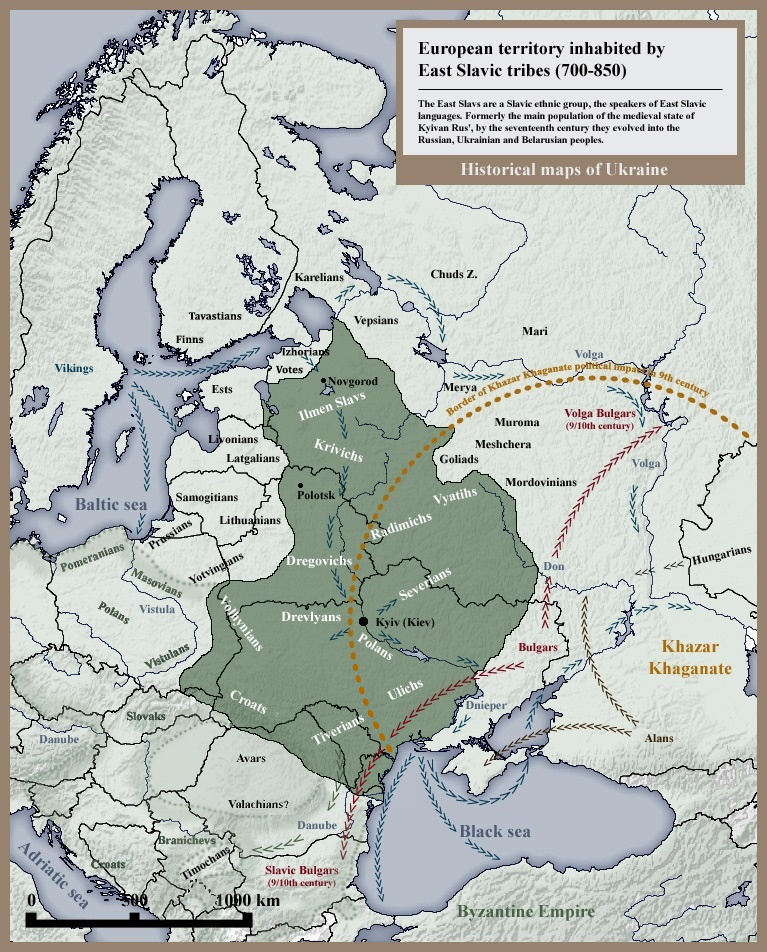
Słowianie wschodni w VIII-IX w.

Drewlanie (starorus. Древлѧне) – plemię wschodniosłowiańskie. Jedno z plemion wymienionych w Powieści dorocznej.

## Historia
Zamieszkiwali w dorzeczach Słuczy i Prypeci na Polesiu Wołyńskim. W 884 podbici przez Olega, władcę Rusi Kijowskiej, buntowali się przeciw zbyt wysokim daninom za jego następcy Igora, którego zabili. W tym czasie rządził nimi książę Mał. 
W 946 r. włączeni do Księstwa Kijowskiego. 
Ostatni raz wspomniani byli w 1136 roku, gdy ich ziemie od księcia Jaropełka II Włodzimierzowica otrzymała Cerkiew Dziesięcinna w Kijowie.
Główne grody: Owrucz, Korosteń.

## Galeria

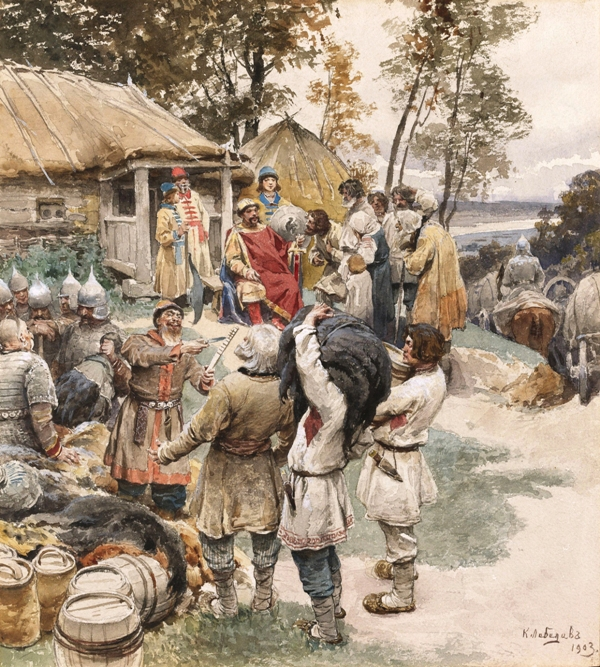
Kniaź Igor wymusza haracz od Drewlan, 945
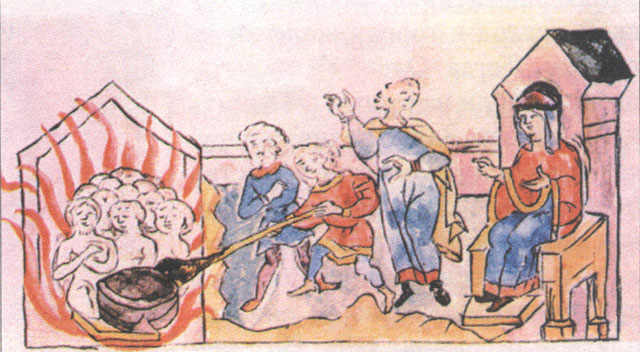
Zemsta Olgi na Drewlanach za śmierć męża (Latopis Radziwiłłowski)
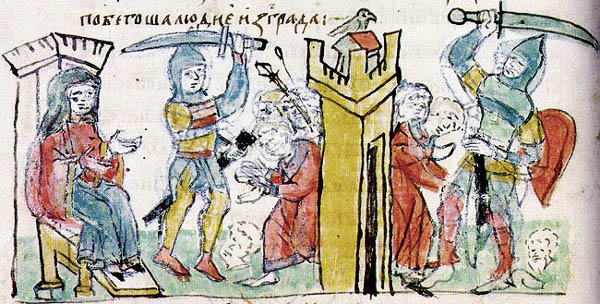
Zemsta Olgi na Drewlanach za śmierć męża (Latopis Radziwiłłowski)